# Таласький район (Жамбильська область)
Тала́ський райо́н (каз. Талас ауданы, рос. Таласский район) — район у складі Жамбильської області Казахстану. Адміністративний центр — місто Каратау.

## Населення
Населення — 48453 осіб (2021; 50537 у 2009, 53451 у 1999, 76468 у 1989).

## Склад
До складу району входять 13 сільських округів та 1 міська адміністрація:
| Поселення                        | Площа, км² | Населення, осіб (1989) | Населення, осіб (1999) | Населення, осіб (2009) | Населення, осіб (2021) | Центр          | Населені пункти |
| -------------------------------- | ---------- | ---------------------- | ---------------------- | ---------------------- | ---------------------- | -------------- | --------------- |
| Каратауська міська адміністрація | -          | 41825                  | 28281                  | 26639                  | 28045                  | Каратау        | 1               |
| Аккольський сільський округ      | 787,85     | 6508                   | 3103                   | 2327                   | 2073                   | Акколь         | 1               |
| Аккумський сільський округ       | 867,87     | 1888                   | 1437                   | 1417                   | 1201                   | Аккум          | 1               |
| Беріккайнарський сільський округ | 464,60     | 2516                   | 2218                   | 2222                   | 1913                   | Майтобе        | 2               |
| Бостандицький сільський округ    | 1078,25    | 2448                   | 2059                   | 1984                   | 1826                   | Бостандик      | 2               |
| Каратауський сільський округ     | 717,86     | 1378                   | 1370                   | 1488                   | 1196                   | Єсей-бі        | 2               |
| Каскабулацький сільський округ   | 301,01     | 1401                   | 933                    | 950                    | 963                    | Каскабулак     | 1               |
| Кенеський сільський округ        | 1337,52    | 2075                   | 1838                   | 1796                   | 987                    | Болтірік-Шешен | 2               |
| Кизилаутський сільський округ    | 888,77     | 2259                   | 1958                   | 2151                   | 1705                   | Кизилаут       | 2               |
| Коктальський сільський округ     | -          | 1592                   | 754                    | 851                    | 1308                   | Коктал         | 1               |
| Ойицький сільський округ         | 1490,79    | 4360                   | 3324                   | 2937                   | 2328                   | Ойик           | 3               |
| Тамдинський сільський округ      | 381,88     | 2180                   | 1719                   | 1603                   | 1299                   | Тамди          | 1               |
| Ушаральський сільський округ     | 1849,21    | 3104                   | 2337                   | 2109                   | 1974                   | Ушарал         | 3               |
| Шакіровський сільський округ     | 1604,73    | 2934                   | 2120                   | 2063                   | 1635                   | імені Шакірова | 2               |

## Найбільші населені пункти
Населені пункти з чисельністю населення понад 1000 осіб:
| №  | Населений пункт | Населення, осіб (1989) | Населення, осіб (1999) | Населення, осіб (2009) | Населення, осіб (2021) |
| -- | --------------- | ---------------------- | ---------------------- | ---------------------- | ---------------------- |
| 1  | Каратау         | 41825                  | 28281                  | 26639                  | 28045                  |
| 2  | Акколь          | 6508                   | 3103                   | 2327                   | 2073                   |
| 3  | Ойик            | 3793                   | 2830                   | 1765                   | 1861                   |
| 4  | Ушарал          | 2321                   | 1946                   | 1056                   | 1686                   |
| 5  | Майтобе         | 2192                   | 1659                   | 1105                   | 1676                   |
| 6  | Кизилаут        | 2172                   | 1622                   | 1094                   | 1613                   |
| 7  | Коктал          | 1592                   | 754                    | 851                    | 1308                   |
| 8  | Тамди           | 2180                   | 1719                   | 1603                   | 1299                   |
| 9  | Бостандик       | 2037                   | 1570                   | 605                    | 1290                   |
| 10 | Аккум           | 1888                   | 1437                   | 1417                   | 1201                   |
| 11 | імені Шакірова  | 2392                   | 1647                   | 1220                   | 1156                   |